# Robert Horry
Robert Keith Horry (Hartford, Maryland, 25 de agosto de 1970) es un exjugador de baloncesto estadounidense que disputó 16 temporadas en la NBA. Mide 2,08 metros y jugaba de ala-pívot. Ganó siete anillos y fue el segundo jugador, tras John Salley, en proclamarse campeón de la NBA con tres equipos diferentes. Fue un especialista en tiros en el último segundo (Clutch-Shots).

## Trayectoria deportiva

### Instituto
Asistió al instituto Andalusia High School en Andalusia (Alabama). En su año sénior, fue galardonado con el Naismith Alabama High School Player of the Year Award.

### Universidad
Después de conseguir el premio de jugador del año escolar de su estado, jugó cuatro años con los Crimson Tide de la Universidad de Alabama, donde coincidió con otra futura estrella de la NBA, Latrell Sprewell. Promedió en ese periodo un total de 12 puntos y 7 rebotes por partido.

### Profesional

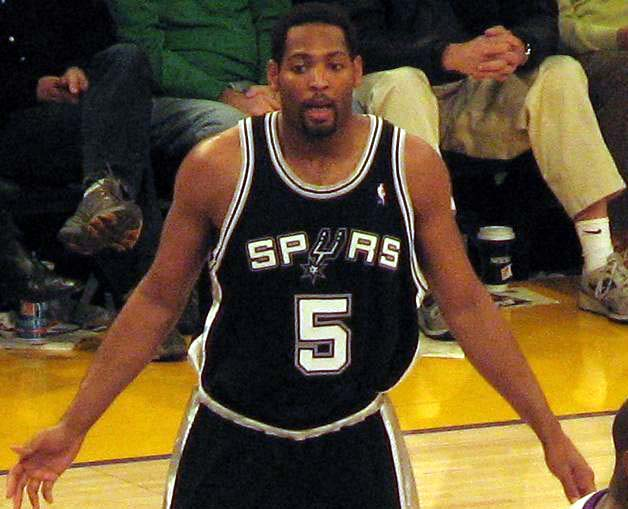
Horry, con los Spurs en 2007.

Fue elegido en la undécima posición de la primera ronda del Draft de 1992 por Houston Rockets. En su primer año promedió 10,1 puntos y 5 rebotes, lo que le valió aparecer en el segundo equipo de novatos de ese año. Durante cuatro temporadas defendió los colores del equipo de Texas, a los que ayudó a conseguir el título de campeones en 1994 y 1995, junto con sus compañeros de equipo Hakeem Olajuwon y Clyde Drexler; aportando nuevos récords de la NBA, siendo el jugador que más triples ha anotado en un cuarto en unas finales, con 5, y el que más robos de balón ha conseguido en un partido también en finales, con 7. 
En 1996 fue traspasado a Phoenix Suns, pero tras un incidente con su entrenador, Danny Ainge, hizo que la franquicia lo traspasara a Los Angeles Lakers esa misma temporada. Allí coincidió con gente de la talla de Shaquille O'Neal y Kobe Bryant, con los que ganó tres títulos de la NBA consecutivos (2000, 2001 y 2002) y se ganó una buena reputación como jugador explosivo saliendo desde el banquillo. Se convirtió en agente libre en 2003 y fichó por los San Antonio Spurs, donde consiguió 2 anillos más en 2005 y en 2007.
Con un total de 7 campeonatos de la NBA, es el jugador que posee más títulos tras los jugadores de la dinastía de los Boston Celtics de los años 60, (Bill Russell, Sam Jones, John Havlicek, Tom Heinsohn, K. C. Jones y Tom Sanders), y supera a leyendas como Michael Jordan, Kareem Abdul-Jabbar o Scottie Pippen, con 6. Es, además, uno de los 4 jugadores en haber ganado un título de la NBA con 3 equipos diferentes, junto a John Salley, LeBron James y Danny Green.

## Estadísticas de su carrera en la NBA
|  | Denota temporada en la que fue campeón de la NBA |

### Temporada regular
| Año     | Equipo      | PJ   | PT  | MPP  | %TC  | %3P  | %TL  | RPP | APP | ROB | TPP | PPP  |
| ------- | ----------- | ---- | --- | ---- | ---- | ---- | ---- | --- | --- | --- | --- | ---- |
| 1992–93 | Houston     | 79   | 79  | 29.5 | .474 | .255 | .715 | 5.0 | 2.4 | 1.0 | 1.0 | 10.1 |
| 1993–94 | Houston     | 81   | 81  | 29.3 | .459 | .324 | .732 | 5.4 | 2.9 | 1.5 | .9  | 9.9  |
| 1994–95 | Houston     | 64   | 61  | 32.4 | .447 | .379 | .761 | 5.1 | 3.4 | 1.5 | 1.2 | 10.2 |
| 1995–96 | Houston     | 71   | 71  | 37.1 | .410 | .366 | .776 | 5.8 | 4.0 | 1.6 | 1.5 | 12.0 |
| 1996–97 | Phoenix     | 32   | 15  | 22.5 | .421 | .308 | .640 | 3.7 | 1.7 | .9  | .8  | 6.9  |
| 1996–97 | Los Angeles | 22   | 14  | 30.7 | .455 | .329 | .700 | 5.4 | 2.5 | 1.7 | 1.3 | 9.2  |
| 1997–98 | Los Angeles | 72   | 71  | 30.4 | .476 | .204 | .692 | 7.5 | 2.3 | 1.6 | 1.3 | 7.4  |
| 1998–99 | Los Angeles | 38   | 5   | 19.6 | .459 | .444 | .739 | 4.0 | 1.5 | .9  | 1.0 | 4.9  |
| 1999–00 | Los Angeles | 76   | 0   | 22.2 | .438 | .309 | .788 | 4.8 | 1.6 | 1.1 | 1.0 | 5.7  |
| 2000–01 | Los Angeles | 79   | 1   | 20.1 | .387 | .346 | .711 | 3.7 | 1.6 | .7  | .7  | 5.2  |
| 2001–02 | Los Angeles | 81   | 23  | 26.4 | .398 | .374 | .783 | 5.9 | 2.9 | .9  | 1.1 | 6.8  |
| 2002–03 | Los Angeles | 80   | 26  | 29.3 | .387 | .288 | .769 | 6.4 | 2.9 | 1.2 | .8  | 6.5  |
| 2003–04 | San Antonio | 81   | 1   | 15.9 | .405 | .380 | .645 | 3.4 | 1.2 | .6  | .6  | 4.8  |
| 2004–05 | San Antonio | 75   | 16  | 18.6 | .419 | .370 | .789 | 3.6 | 1.1 | .9  | .8  | 6.0  |
| 2005–06 | San Antonio | 63   | 3   | 18.8 | .384 | .368 | .647 | 3.8 | 1.3 | .7  | .8  | 5.1  |
| 2006–07 | San Antonio | 68   | 8   | 16.5 | .359 | .336 | .594 | 3.4 | 1.1 | .7  | .6  | 3.9  |
| 2007–08 | San Antonio | 45   | 5   | 13.0 | .319 | .257 | .643 | 2.4 | 1.0 | .5  | .4  | 2.5  |
| Total   | Total       | 1107 | 480 | 24.5 | .425 | .341 | .726 | 4.8 | 2.1 | 1.0 | .9  | 7.0  |

### Playoffs
| Año   | Equipo      | PJ  | PT  | MPP  | %TC  | %3P  | %TL  | RPP | APP | ROB | TPP | PPP  |
| ----- | ----------- | --- | --- | ---- | ---- | ---- | ---- | --- | --- | --- | --- | ---- |
| 1993  | Houston     | 12  | 12  | 31.2 | .465 | .300 | .741 | 5.2 | 3.2 | 1.5 | 1.3 | 10.3 |
| 1994  | Houston     | 23  | 23  | 33.8 | .434 | .382 | .765 | 6.1 | 3.6 | 1.5 | .9  | 11.7 |
| 1995  | Houston     | 22  | 22  | 38.2 | .445 | .400 | .744 | 7.0 | 3.5 | 1.5 | 1.2 | 13.1 |
| 1996  | Houston     | 8   | 8   | 38.5 | .407 | .396 | .435 | 7.1 | 3.0 | 2.6 | 1.6 | 13.1 |
| 1997  | Los Angeles | 9   | 9   | 31.0 | .447 | .429 | .778 | 5.3 | 1.4 | 1.1 | .8  | 6.7  |
| 1998  | Los Angeles | 13  | 13  | 32.5 | .557 | .353 | .683 | 6.5 | 3.1 | 1.1 | 1.1 | 8.6  |
| 1999  | Los Angeles | 8   | 0   | 22.1 | .462 | .417 | .786 | 4.5 | 1.4 | .8  | .8  | 5.0  |
| 2000  | Los Angeles | 23  | 0   | 26.9 | .407 | .288 | .702 | 5.3 | 2.5 | .9  | .8  | 7.6  |
| 2001  | Los Angeles | 16  | 0   | 23.9 | .368 | .362 | .591 | 5.2 | 1.9 | 1.4 | 1.0 | 5.9  |
| 2002  | Los Angeles | 19  | 14  | 37.0 | .449 | .387 | .789 | 8.1 | 3.2 | 1.7 | .8  | 9.3  |
| 2003  | Los Angeles | 12  | 10  | 31.1 | .319 | .053 | .556 | 6.7 | 3.1 | 1.2 | 1.0 | 5.6  |
| 2004  | San Antonio | 10  | 0   | 21.1 | .465 | .364 | .929 | 6.3 | .9  | .8  | .2  | 6.1  |
| 2005  | San Antonio | 23  | 0   | 26.9 | .448 | .447 | .732 | 5.4 | 2.0 | .9  | .9  | 9.3  |
| 2006  | San Antonio | 13  | 5   | 17.2 | .405 | .353 | .731 | 3.7 | .8  | .4  | .7  | 4.2  |
| 2007  | San Antonio | 18  | 0   | 20.1 | .417 | .351 | .824 | 3.9 | 1.6 | .6  | 1.3 | 4.3  |
| 2008  | San Antonio | 15  | 0   | 10.3 | .194 | .227 | .667 | 2.1 | .5  | .3  | .3  | 1.5  |
| Total | Total       | 244 | 116 | 28.0 | .426 | .359 | .722 | 5.6 | 2.4 | 1.1 | .9  | 7.9  |

## Logros y reconocimientos
- 7 veces campeón de la NBA (junto a John Salley, LeBron James y Danny Green, los cuatro que han logrado anillos en 3 equipos diferentes).
- Cuarto jugador de la NBA que más partidos ha disputado en playoffs, 244, (superado en 2014 por Derek Fisher, por Tim Duncan en 2016 y LeBron James en 2020), superando la marca de Kareem Abdul-Jabbar, que hasta entonces estaba en su poder con 237 partidos.
- Elegido en el segundo mejor equipo de rookies en 1993.
- Alabama Sports Hall of Fame (2010).[5]

### Partidos ganados sobre la bocina
|      | con Houston Rockets          |
|      | con Los Angeles Lakers       |
| (PO) | Denota un partido de PlayOff |

| Número | Tiro               | Margen | Resultado | Oponente         | Fecha                   |
| ------ | ------------------ | ------ | --------- | ---------------- | ----------------------- |
| 1      | Tiro de tres       | Empate | 96-93     | Toronto Raptors  | 15 de noviembre de 1995 |
| 2 (PO) | Tiro de tres       | -2     | 99-100    | Sacramento Kings | 26 de mayo de 2002      |
| 3      | Tiro en suspensión | Empate | 95-97     | Indiana Pacers   | 5 de marzo de 2003      |

## Vida personal
Al poco de nacer, sus padres se divorciaron y su padre, el sargento Robert Horry Sr., se mudó a Carolina del Sur. Robert se crio con su madre, Leila, en Andalusia. Más tarde, cuando su padre quedó destinado al Fort Benning, en Georgia, padre e hijo se veían de forma semanal.